# Mauricio Riesco Undurraga
Mauricio Riesco Undurraga (Santiago, 1908 - ibídem, 23 de julio de 1991) fue un religioso jesuita chileno.

## Primeros años de vida
Fue el quinto de los catorce hijos de los hacendados aristócratas Mauricio Riesco Errázuriz (1878-1939) y de Julia Undurraga Laso (1881-1956). Fue nieto del político Jorge Riesco Errazuriz, quien desempeñó entre otros, como ministro de industria en el periodo de Balmaceda, posterior a ello fue intendente de Valparaíso en 1892 durante el periodo de Jorge Montt.
El sacerdote Riesco nació en la calle de Rosas en la capital de Chile, a su vez fue sobrino nieto del presidente Germán Riesco Errázuriz. Estudió en el Colegio San Ignacio y fue alumno de San Alberto Hurtado, del cual fue uno de sus colaboradores más cercanos. En 1940, se ordenó como sacerdote jesuita.

## Vida religiosa
Durante sus últimos años, ocupó cargos dentro del Episcopado chileno, y fue el principal difusor de la devoción a la Divina Misericordia en Chile, devoción religiosa, impulsada en Europa por la religiosa polaca, santa Faustina Kowalska en 1931.
El padre Riesco se destacó por su entrega y acción social en favor de la gente con escasos recursos, así como su vida de oración. Murió en Santiago de Chile, el 23 de julio de 1991, a la edad de 83 años. A fines de julio del 2007, se abrió su causa de beatificación. 
Su vida y obra es relevante dentro de la comunidad jesuita estando su biografía dentro de las lecturas oficiales. Un hogar de ancianos dependientes del Hogar de Cristo y una calle en la comuna de La Granja llevan su nombre.
Sus restos yacen en el Santuario de la Divina Misericordia de Chicureo, Colina.

## Biografías publicadas
- Ugarte Godoy, Manuel José (2004). El padre Mauricio Riesco, apóstol de la Divina Misericordia. Santiago: Editorial Colchagua Ltda., pp 590.
- Villavicencio, Gustavo (verano de 2005). «El padre Mauricio Riesco. Apóstol de la Divina Misericordia». Revista Humanitas, vol. 37, p 185-185, 3/4p